# Prosoplus

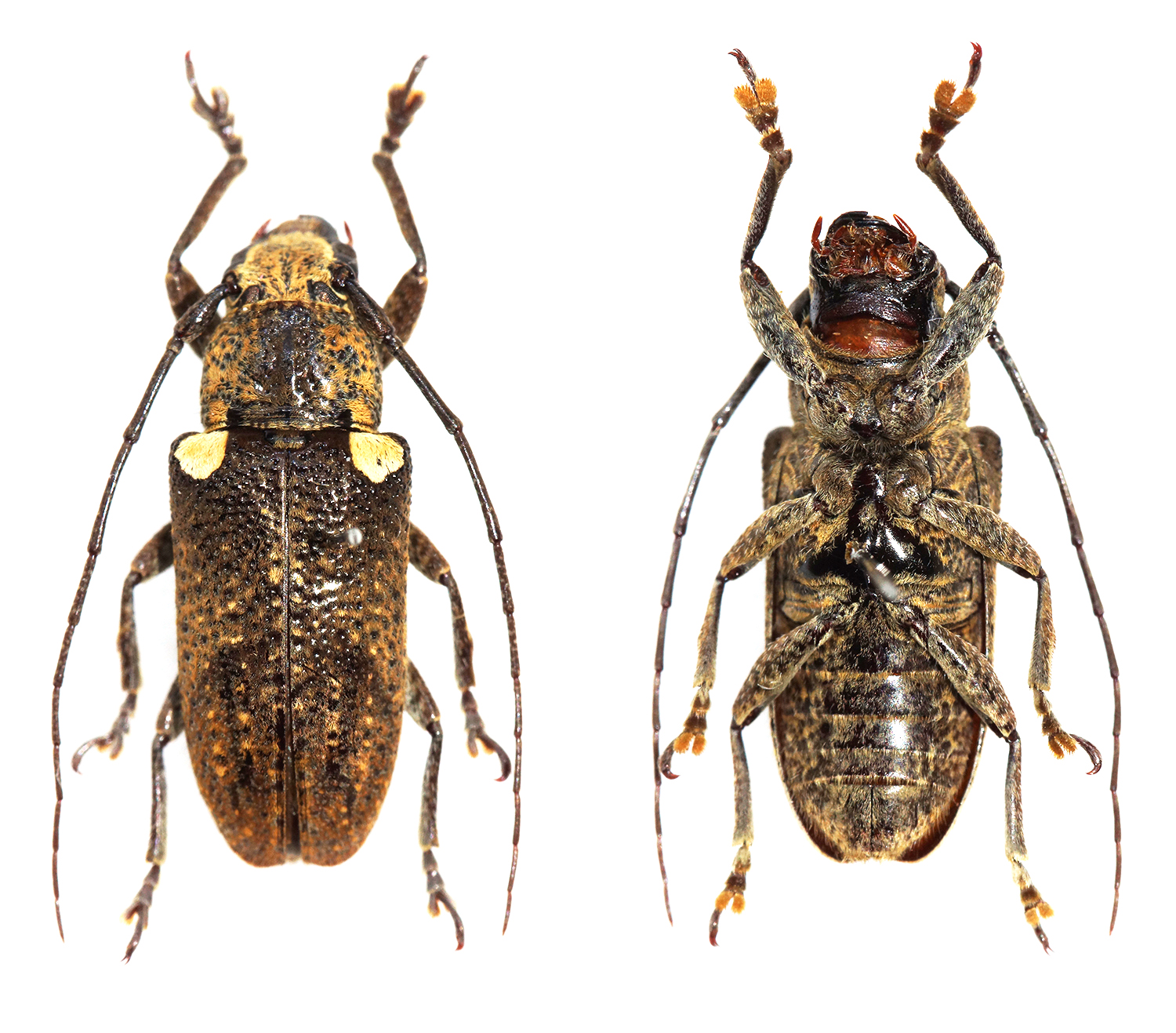
Prosoplus bimaculatus

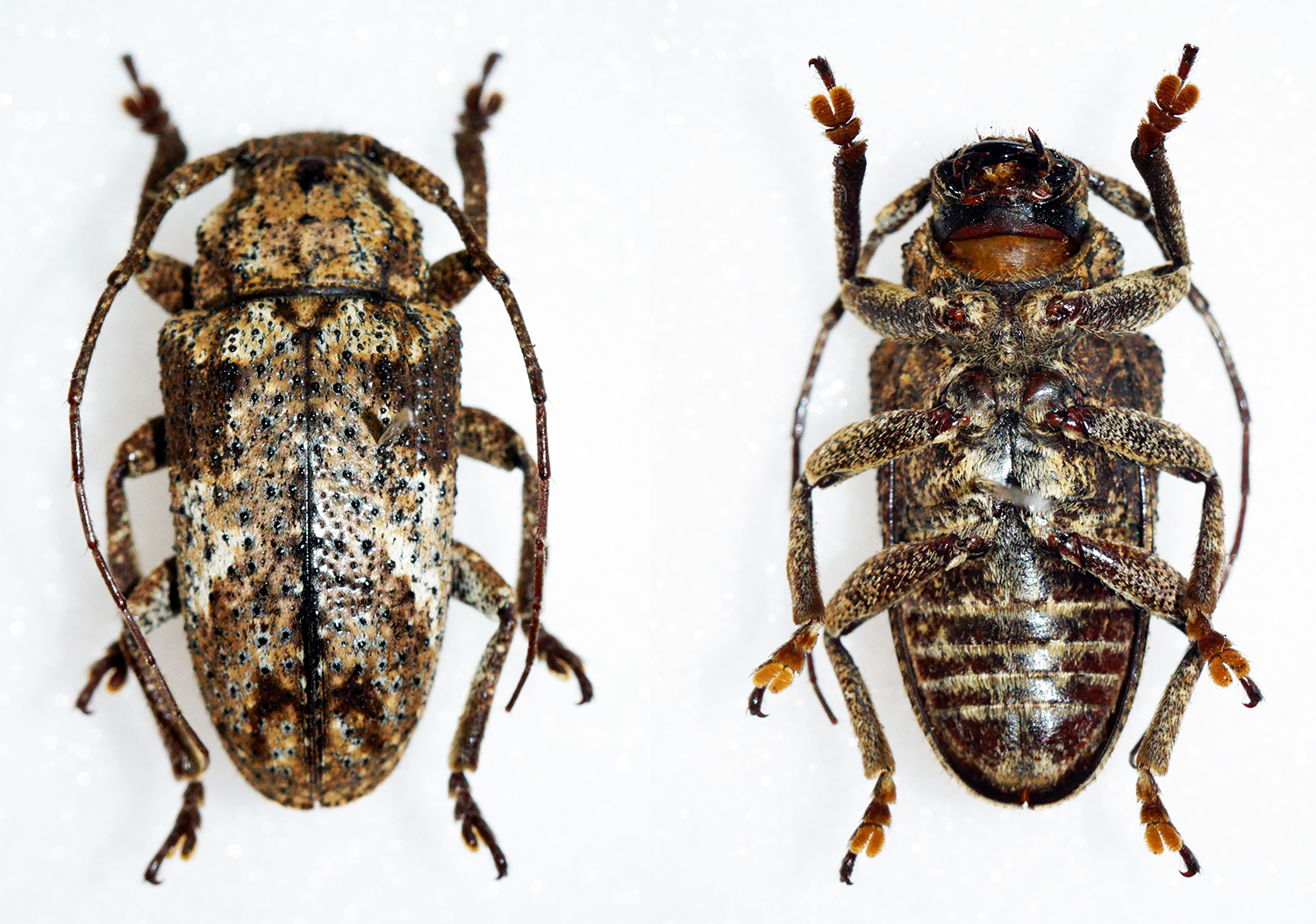
Prosoplus strenuus

Prosoplus – rodzaj chrząszczy z rodziny kózkowatych i podrodziny zgrzypikowych. 

## Zasięg występowania
Przedstawiciele tego rodzaju występują w Azji Południowo-Wschodniej, Melanezji i Mikronezji (większość gatunków), Australii oraz na Maskarenach i Seszelach.

## Systematyka
Do Prosoplus należy 176 gatunków i 5 podrodzajów:

- Poorodzaj: Escharodes Pascoe, 1864
  - Prosoplus carinicollis
  - Prosoplus celebicus
  - Prosoplus convexicollis
  - Prosoplus criminosus
  - Prosoplus distinctus
  - Prosoplus flavoguttatus
  - Prosoplus fuscobasalis
  - Prosoplus granulifer
  - Prosoplus granulosus
  - Prosoplus interruptus
  - Prosoplus invidus
  - Prosoplus paganoides
  - Prosoplus paganus
  - Prosoplus parapaganus
  - Prosoplus parvulus
  - Prosoplus strenuus
  - Prosoplus subcelebensis
  - Prosoplus subinterruptus
  - Prosoplus sumatranus
  - Prosoplus tuberosicollis
- Podrodzaj: Ochreoprosoplus <Breuning, 1940 
  - Prosoplus ochreopictus
- Podordzaj: Paraprosoplus Breuning, 1940
- Prosoplus bialbomaculatus
- Podrodzaj: Prosoplus Blanchard, 1853
  - Prosoplus abdominalis
  - Prosoplus abrynoides
  - Prosoplus affectus
  - Prosoplus albertisi
  - Prosoplus albescens
  - Prosoplus albidus
  - Prosoplus albofasciatus
  - Prosoplus albomarmoratus
  - Prosoplus albosticticus
  - Prosoplus albostriatus
  - Prosoplus albovestitus
  - Prosoplus amboinicus
  - Prosoplus ammiralis
  - Prosoplus aneityumensis
  - Prosoplus aruensis
  - Prosoplus aspersus
  - Prosoplus assimilis
  - Prosoplus atlanticus
  - Prosoplus auberti
  - Prosoplus australis
  - Prosoplus bakewelli
  - Prosoplus bankii
  - Prosoplus basalis
  - Prosoplus basigranulatus
  - Prosoplus basiochraceus
  - Prosoplus basivittatus
  - Prosoplus beccarii
  - Prosoplus bellus
  - Prosoplus bicoloripennis
  - Prosoplus bilatemaculatus
  - Prosoplus bimaculatus
  - Prosoplus bougainvillei
  - Prosoplus bromoensis
  - Prosoplus brunneus
  - Prosoplus carinatus
  - Prosoplus celebensis
  - Prosoplus celebicus
  - Prosoplus comosus
  - Prosoplus costatus
  - Prosoplus cylindricus
  - Prosoplus decussatus
  - Prosoplus demarzi
  - Prosoplus densepunctatus
  - Prosoplus densepuncticollis
  - Prosoplus dentatus
  - Prosoplus dunni
  - Prosoplus elongatus
  - Prosoplus encaustus
  - Prosoplus endata
  - Prosoplus fergussoni
  - Prosoplus flavescens
  - Prosoplus flavosticticus
  - Prosoplus florensis
  - Prosoplus funebris
  - Prosoplus fuscomaculatus
  - Prosoplus fuscosignatus
  - Prosoplus gebiensis
  - Prosoplus giloloensis
  - Prosoplus griseofasciatus
  - Prosoplus grisescens
  - Prosoplus grossepunctatus
  - Prosoplus hebridarum
  - Prosoplus hibisci
  - Prosoplus hirsutus
  - Prosoplus infelix
  - Prosoplus intercalaris
  - Prosoplus intermissus
  - Prosoplus iratus
  - Prosoplus javanicus
  - Prosoplus jobiensis
  - Prosoplus jubata
  - Prosoplus kambangensis
  - Prosoplus kinabaluensis
  - Prosoplus laevepunctatus
  - Prosoplus laterinigricollis
  - Prosoplus lividus
  - Prosoplus longulus
  - Prosoplus loriai
  - Prosoplus maculosus
  - Prosoplus major
  - Prosoplus marianarum
  - Prosoplus marmoratus
  - Prosoplus marmoreus
  - Prosoplus mediofasciatus
  - Prosoplus metallescens
  - Prosoplus metallicus
  - Prosoplus mindanaonis
  - Prosoplus minimus
  - Prosoplus molestus
  - Prosoplus multiguttatus
  - Prosoplus multimaculatus
  - Prosoplus neopomerianus
  - Prosoplus niasicus
  - Prosoplus nigrosignatus
  - Prosoplus nitens
  - Prosoplus obliqueplagiatus
  - Prosoplus obliquestriatus
  - Prosoplus obliquevittatus
  - Prosoplus oblitus
  - Prosoplus ochraceomarmoratus
  - Prosoplus ochreobasalis
  - Prosoplus ochreosparsus
  - Prosoplus ochreosticticus
  - Prosoplus ominosus
  - Prosoplus ornatifrons
  - Prosoplus papuanus
  - Prosoplus parallelus
  - Prosoplus parasilis
  - Prosoplus pauxillus
  - Prosoplus peraffinis
  - Prosoplus persimilis
  - Prosoplus petechialis
  - Prosoplus pictus
  - Prosoplus pilipennis
  - Prosoplus pilosus
  - Prosoplus pseudobasalis
  - Prosoplus pseudovalgus
  - Prosoplus pulcher
  - Prosoplus pullatus
  - Prosoplus romani
  - Prosoplus rosselli
  - Prosoplus rufobrunneus
  - Prosoplus rugulosus
  - Prosoplus samoanus
  - Prosoplus seriemaculatus
  - Prosoplus setipes
  - Prosoplus signatoides
  - Prosoplus sinuatefasciatus
  - Prosoplus sinuatofasciatus
  - Prosoplus sinuatus
  - Prosoplus sparsutus
  - Prosoplus strandi
  - Prosoplus strandiellus
  - Prosoplus sturninus
  - Prosoplus subcarinatus
  - Prosoplus subviduatus
  - Prosoplus sumatrenis
  - Prosoplus tenimberensis
  - Prosoplus ternatensis
  - Prosoplus toekanensis
  - Prosoplus torosus
  - Prosoplus tristiculus
  - Prosoplus trobriandensis
  - Prosoplus truncatus
  - Prosoplus unicolor
  - Prosoplus uniformis
  - Prosoplus vanicorensis
  - Prosoplus vexatus
  - Prosoplus viduatus
  - Prosoplus villaris
  - Prosoplus villaroides
  - Prosoplus woodlarkianus
  - Prosoplus xyalopus

Podordzaj: Setoprosoplus Breuning, 1961
- - Prosoplus luzonicus